# Mihalț, Alba
Mihalț (în maghiară Mihálcfalva, colocvial Mihálc, în germană Michelsdorf, în dialectul săsesc Mächelsterf) este satul de reședință al comunei cu același nume din județul Alba, Transilvania, România.

## Date geologice
Pe teritoriul acestei localități se găsesc izvoare sărate.

## Personalități
- Ion Breazu (1901-1958), istoric literar și publicist

## Imagine

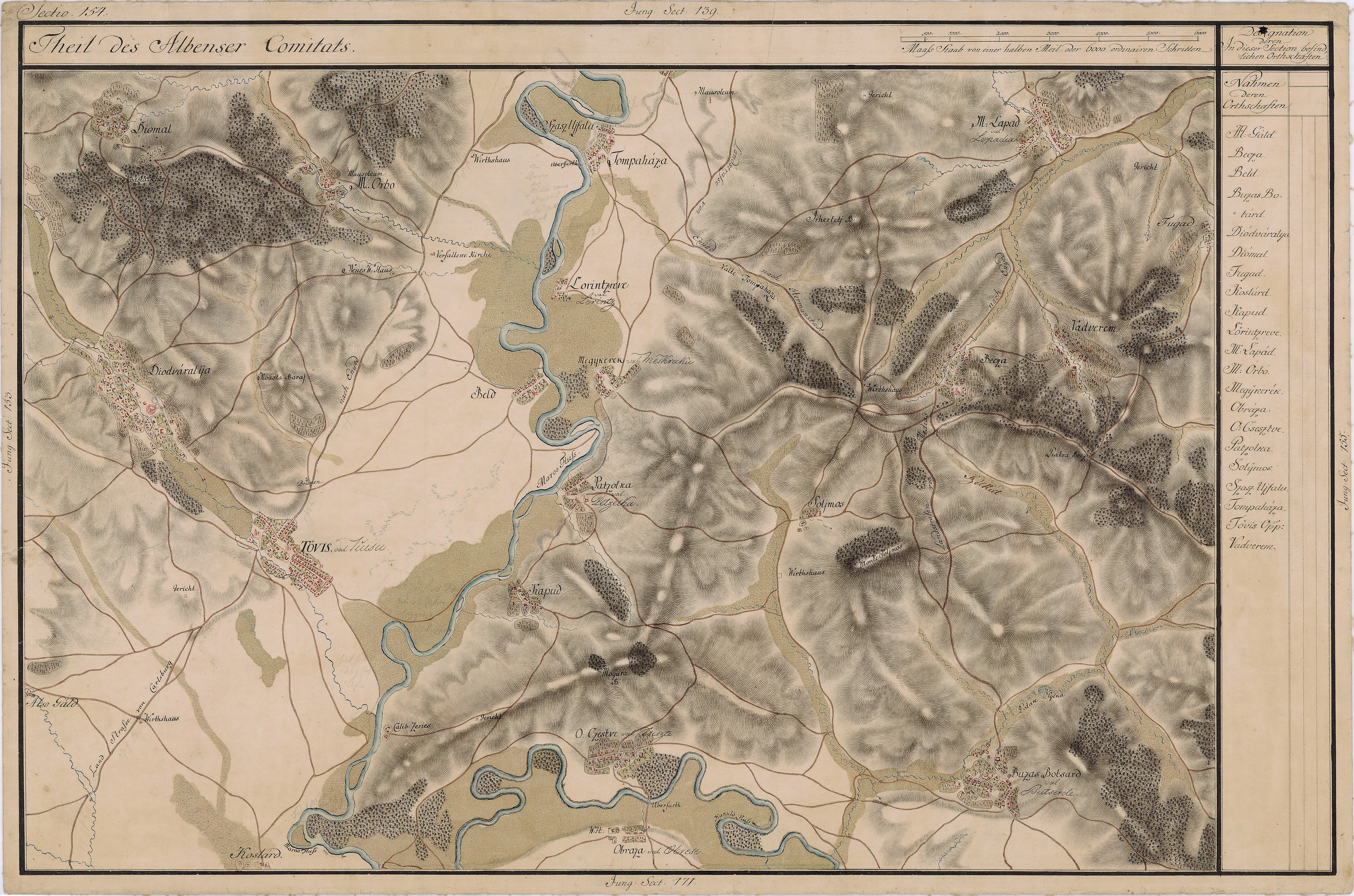
Mihalț în Harta Iosefină a Transilvaniei, 1769-73
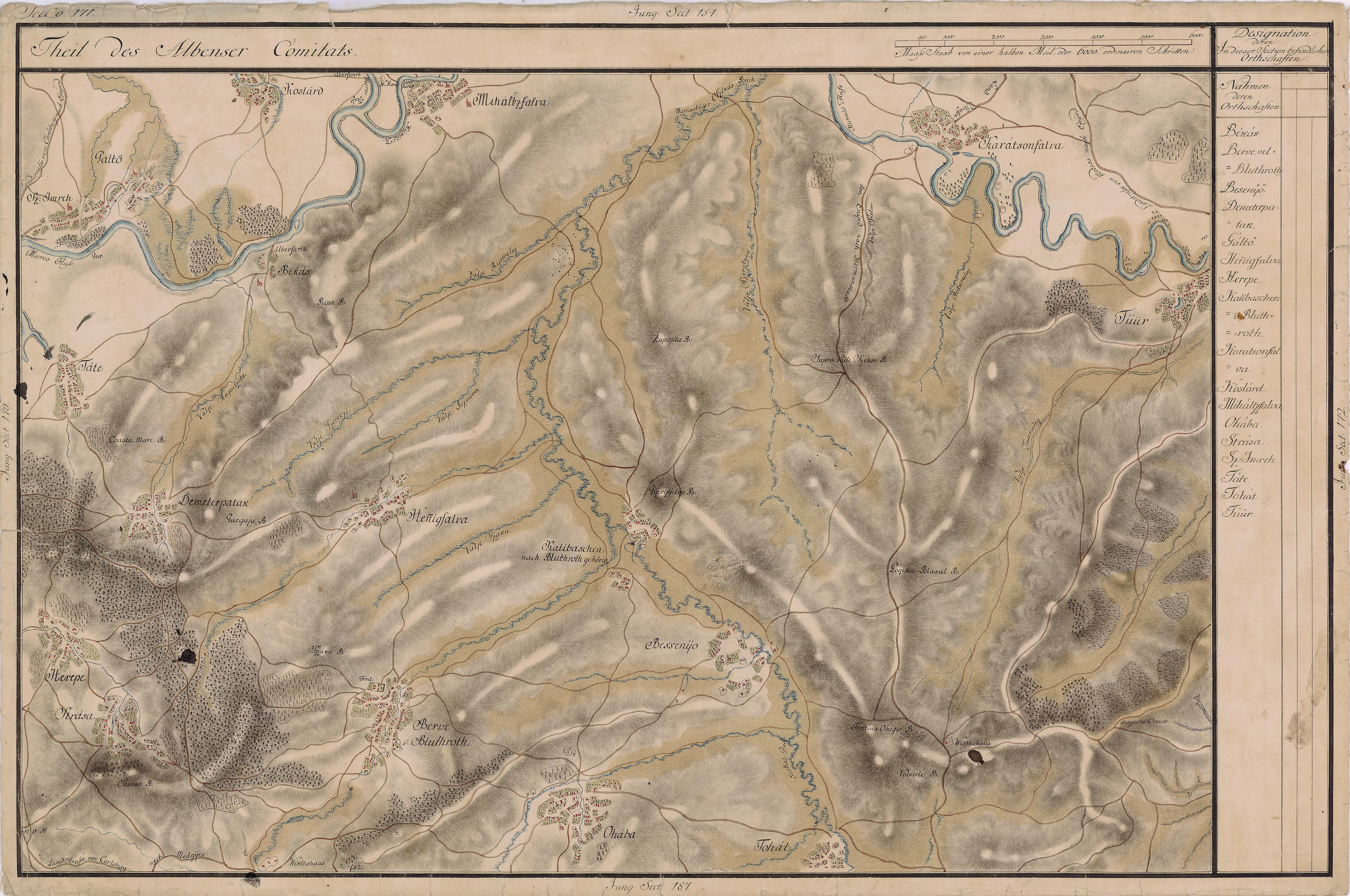
Mihalț în Harta Iosefină a Transilvaniei, 1769-73